# Henri de Castries
Pour les articles homonymes, voir de La Croix et Castries.
Pour les autres membres de la famille, voir Famille de la Croix de Castries.
Henri de La Croix de Castries, dit Henri de Castries [kas.tʁ] , né le 15 août 1954 à Bayonne, est un homme d'affaires français.
Il fut le président-directeur général du groupe d'assurance Axa de 2000 à 2016, et est le président du comité de direction du groupe Bilderberg depuis 2012.
Depuis 2015, il est le président de l'Institut Montaigne.

## Biographie

### Famille
Henri René Marie Augustin de La Croix de Castries naît le 15 août 1954 à Bayonne, fils du comte François de La Croix de Castries, directeur de banque, et Gisèle de Chevigné.
Il est issu d'une famille de la noblesse de robe française (cour des aides de Montpellier, 1487), dont les lointains ancêtres ont été de riches marchands de poissons et changeurs (La Cros alias Lacroux).
Petit-fils de l'ancien ministre Pierre de Chevigné, c'est un descendant du marquis de Sade.
Il épouse le 22 avril 1984, Anne Millin de Grandmaison, née le 18 août 1963, fille d'un cousin issu de germain et petite-fille de René de La Croix de Castries, dit duc de Castries.
C’est un ami d’enfance du paysagiste Louis Benech.

### Formation
Il étudie à l'école primaire catholique privée  Saint-Jean de Passy dans le 16e arrondissement de Paris avant de continuer ses études secondaires au lycée du groupe Saint-Jean de Passy, où il fait du scoutisme.
Il intègre ensuite les classes préparatoires du Collège Stanislas dans le 6e arrondissement de Paris.
En 1976, il est diplômé de l'École des hautes études commerciales de Paris (HEC Paris), dans la même promotion que l'homme politique Serge Lepeltier, et le PDG du groupe Scor, Denis Kessler. Il effectue alors un voyage d'un mois en Chine en compagnie de Jean-Louis Borloo.
Ancien élève de l’École nationale d’administration (ENA), promotion Voltaire (1980) dont il est sorti 2e (voie économique), il est également titulaire d'une licence de droit.

## Carrière

### Dans la fonction publique
De 1980 à 1984, il commence sa carrière en faisant des missions d'audit pour l'Inspection générale des Finances dans différentes administrations françaises. En 1984, il devient membre de la direction générale du Trésor. En 1986 il participe à la privatisation d'entreprises, puis prend la responsabilité du marché des changes et de la balance des paiements.

### Carrière au sein d'Axa
Il rejoint en 1989 la direction centrale des finances du groupe Axa. En 1991, il est nommé secrétaire général d'Axa, responsable des restructurations juridiques et des fusions liées à l'intégration des sociétés de la Compagnie du Midi. Deux ans plus tard il est nommé directeur général d'Axa et prend en charge la gestion des actifs, les sociétés financières et immobilières. En 1994, il prend en charge la responsabilité de l'Amérique du Nord et de la Grande-Bretagne et, en 1996 la fusion avec l'Union des assurances de Paris. En 1997, il devient président du conseil d'administration d’équitable (future Axa Financial) puis succède à Claude Bébéar en tant que président du directoire d'Axa de 2000 à 2010. Il a été élu manager de l'année en 2008 par La Tribune.
De 2010 à 2016, il devient président-directeur général de l'entreprise. Il quitte ses fonctions et renonce à son mandat d'administrateur le 1er septembre 2016, deux ans avant la fin de son mandat,. À son départ, les fonctions de Président et Directeur général d'AXA sont séparées et respectivement confiées à Denis Duverne et Thomas Buberl.

### Une figure influente au niveau mondial
Il est lauréat du programme Young Leaders de la French-American Foundation en 1994. En 2012, il est nommé président du comité de direction du groupe Bilderberg. En novembre 2013, il est désigné cinquième personnalité française la plus influente du monde par la version française du magazine Vanity Fair.

### Rémunération et débat sur les stock-options
En mai 2007, Henri de Castries a annoncé qu’il renonçait à ses stock-options sur les titres Axa pour 2007. « J’estime, avec le conseil de surveillance, que j’en ai déjà reçu un nombre suffisant et que cette distribution annuelle de stock-options pour les dirigeants ne doit pas être systématique », a-t-il expliqué.
En 2008, il était le 10e patron français le plus payé avec 2,5 millions d’euros. En 2012, Henri de Castries a perçu 3 220 153 d'euros de rémunération pour ses fonctions au sein d'Axa (+8 % vs 2011). En 2014, sa rémunération totale a été supérieure à 5,3 millions d'euros.

### Autres mandats

#### Mandats en cours
- Président de l'Institut Montaigne de juin 2015[20] à janvier 2017, date à laquelle il se met en congés de sa fonction pour soutenir François Fillon en vue de l'élection présidentielle de 2017[21] après avoir participé à la rédaction de son programme[20]. Après la défaite de ce dernier lors de la campagne présidentielle, il en reprend la direction[22].
- Administrateur indépendant référent de Stellantis
- Administrateur indépendant référent de Nestlé (Suisse)[23]
- Administrateur de la Fondation Nationale des Sciences Politiques (FNSP)[24]
- Président de la Fondation François Sommer[25]
- Administrateur de LVMH[26]

#### Anciens mandats
- Administrateur de HSBC (Royaume-Uni)
- Membre de l'International Advisory Board de l'université de Tsinghua (Pékin)[8]
- Administrateur du Musée du Louvre
- Coprésident de l'Institut du Bosphore avec Kemal Derviş
- Président d'Axa Atout Cœur
- Administrateur de l'Association pour l'aide aux jeunes infirmes

## Engagements politiques et associatifs
Il fait partie des grands patrons français affirmant ouvertement leur foi catholique et est l'un des mécènes des Scouts et Guides de France. Il est également membre du comité de parrainage du Collège des Bernardins. Selon le Bottin mondain, il est membre du Jockey Club et de l'Académie des psychologues du goût.
Il a été adjoint au maire d'Abitain et membre du conseil municipal jusqu'en 2001,.
Au début de la présidence de Nicolas Sarkozy en 2007, il décline la proposition de devenir ministre de l’Économie devant les réticences du conseil d'administration d'Axa et de sa famille. Il est régulièrement reçu par François Hollande durant les premières semaines de sa présidence, en 2012, mais estime ne pas être écouté, en particulier concernant l'exploration du gaz de schiste, à laquelle il est favorable.
Ce libéral assumé est décrit comme proche du monde politique (et notamment de François Hollande, Ségolène Royal et Dominique de Villepin, avec lesquels il était élève de la promotion Voltaire à l'ENA en 1980) mais c'est de François Fillon, un voisin sarthois, qu’il est le plus proche. Lorsque celui-ci est nommé premier ministre, il soutient Castries face à la Commission européenne concernant la réforme des normes comptables. Castries a travaillé dès 2013 sur le programme du vainqueur de la primaire de la droite et du centre et l'a aidé à lever de l’argent pour sa campagne présidentielle. Il était également pressenti pour devenir un membre important du gouvernement de Fillon si celui-ci avait remporté l'élection présidentielle de 2017. Selon la presse, il aurait pu être nommé conseiller économique à l’Élysée, ministre de l'Économie et des Finances, ministre des Affaires étrangères ou même Premier ministre. En janvier 2017, il annonce officiellement son soutien à François Fillon. Pilier de sa campagne, il vote, après la défaite de ce dernier, pour Emmanuel Macron lors du second tour. Quelques mois après sa victoire, s'il reste partagé sur la situation budgétaire de la France, il salue la vision européenne du chef de l'État.
En juin 2017, il apporte son soutien à Thibault Guilluy, candidat de La République en marche aux élections législatives dans la 4e circonscription du Pas-de-Calais, sur laquelle est réélu Daniel Fasquelle (LR).
En 2024, il est cité dans l'enquête de Éric Mension-Rigau "Rester noble dans le sens des affaires. De l'utilité des anciennes élites" comme l'archétype de réussite dans le monde des affaires pour un membre de l'ancienne noblesse française.

## Controverse
Le 13 juin 2001, Henri de Castries est mis en examen avec Claude Bébéar pour « blanchiment de capitaux aggravé » dans l’affaire Paneurolife. Cette affaire se solde par un non-lieu général.
En 2012, François Fillon s'appuie sur Axa pour créer sa société de conseil 2F Conseil, quelques jours avant son élection en tant que député - ceux-ci étant interdits de pratiquer une activité de conseil une fois élus, sauf si l'activité a débuté avant leur élection. Si les juristes de la compagnie d'assurances évoquent des problèmes de « compatibilité du statut de député de François Fillon avec l’exercice d’une activité de conseil pour Axa, évoquant un risque juridique, mais aussi un risque pour l’image de la société d’assurance comme de l’homme politique », le groupe est le premier client de la structure créée, Henri de Castries fixant lui-même la rémunération prévue. Entre 2012 et 2014, la société 2F Conseil reçoit une rémunération de 250 000 euros de la part d'Axa.

## Distinctions
- Officier de la Légion d'honneur (2009)[37],[38]
- Officier de l'ordre national du Mérite
- Commandeur de l'ordre des Arts et des Lettres